# Еґон Орован
Еґон Оров́ан (угор. Orován Egon, англ. Egon Orowan; (2 серпня 1902, м. Обуда, Австро-Угорщина  — 3 серпня 1989, м. Кембрідж, Массачусетс, США) — угорсько —британсько —американский металофізик і металург.
Член Лондонського королівського товариства (1947), Національної академії наук США (1969).

## Життєпис
Еґон Оров́ан народився 2 серпня 1902 в районі Обуда (Будапешт) Будапешта. Обуда (угорською означає Стара Буда) — стародавнє і до 1873 року самостійне місто в центрі Угорщини. Після об'єднання Обуди, Буди та Пешта в нове місто Будапешт, Обуда отримала статус району столиці Угорщини. Батько Еґона, Бертольд Орован, був інженером-механіком і управляв фабрикою на території теперішньої Румунії, а його мати, Йозефіна Шагварі Шпітцер (нім. Josephine Ságvári Spitzer), була дочкою бідного землевласника.
Дружина Орована, Джолан Шенфельд, була піаністкою. Вона навчалася у Будапештській музичній академії під керівництвом Бели Бартока з 1919 по 1920 рр. В Будапешті вона і познайомилася з Еґоном Орованом, але в той час вони не були близькими. Вона перебувала в Німеччині приблизно до 1938 року, коли покинула роботу, все майно й переїхала до сестри в Париж. Через рік вона переїхала до Англії, де знову зустрілася з Орованом, і вони одружилися 20 січня 1941 року.
1920 року Орован поступив до Віденського університету, де один рік вивчав хімія, а наступний — астрономію. Після шести місяців обов'язкового стажування дома в Угорщині його прийняли до Берлінського технічного університету, де він спочатку вивчав машинобудування, потім електротехніку і врешті під впливом професора Р. Беккера продовжив вивчати фізику. Наприкінці 1928 року він став асистентом Беккера.
Восени 1931 р. він розпочав дослідження руйнування лосняку і в 1932 році захистив докторську дисертацію за темою цих досліджень. За словами Орована ця робота була першим підтвердженням теорії крихкого руйнування Ґріффіта в стосунку до кристалічного матеріалу.
Незабаром після приходу до влади Гітлера в 1933 році Орован, який був наполовину єврейського походження, довший час не міг знайти роботу і виїхав до Угорщини, де мешкав з мамою. (Батько Орована помер в січні 1933 р.).
На початку ХХ сторіччя теоретичними розрахунками (Майкл Поланьї, Яків Френкель) на основі моделі ідеальної кристалічної ґратки кристалів було встановлено, що теоретично розрахована міцність на декілька порядків перевищує міцність реальних кристалічних матеріалів. Щоб розв'язати цю суперечність, Еґон Орован, Майкл Поланьї, Джефрі Тейлор одночасно й незалежно один від одного в 1934 р. на основі теорії дислокацій, розробленої Віто Вольтеррою в 1905 р., припустили, що в процесі пластичної деформації кристалів беруть участь не всі атоми в площинах взаємного зміщення частин кристалів, а лише група атомів, які належать дислокації.. Орован проводив відповідні експерименти, перебуваючи ще в Берліні. Тейлор подав свою статтю на кілька тижнів раніше в Proceedings of the Royal Society of London, проте, оскільки Zeitschrift für Physik публікувався швидше, статті Орована і Поляні вийшли першими.
Це спільне відкриття стало вирішальним у розвитку сучасної металофізики: вперше було введено уявлення про дислокацію як носія пластичної деформації. За сучасним рівнем знань основним механізмом пластичної деформації кристалічних матеріалів (металів, металокераміки, кристалічних полімерів) є незворотний рух дислокацій, який зумовлює зміщення одних частин кристалу відносно інших.
1937 року Орован переїхав до Бірмінгема, де працював до 1939 року на фізичному факультеті Бірмінгемського університету. Найбільшим його зацікавленням була теорія втоми, над якою він працював разом з Пайєрлсом. Важливим наслідком їх співпраці було те, що Орован познайомив Пайєрлса з теорією дислокацій і проблемою їх руху через кристал, а Пайєрлс запропонував підхід до її вирішення.
З 1939 по 1950 роки Орован працював у Кембриджі, де В. Л. Брегг (син) заохотив його до рентгенівських досліджень. Але основний інтерес Орована був присвячений технології виробництва боєприпасів, зокрема проблемам прокатування листових матеріалів. Під час Другої світової війни дослідницька група Орована працювала над вирішенням проблеми крихкого руйнування, яка виявилася у зв'язку з руйнуванням вантажних суден типу «Liberty», корпуси яких були зварені із листів вуглецевої сталі звичайної якості. Ці кораблі у складі конвоїв використовувалися для постачання по ленд-лізу в Радянський Союз. 970 суден цього типу зазнали аварій, зумовлених руйнуванням.
1948 року Еґон Орован та Джордж Ірвін незалежно один від іншого з різною інтерпретацією розвинули в рамках енергетичного балансу А. Ґріффіта концепцію квазікрихкого руйнування, яка враховувала енергію пластичної деформації при руйнуванні.

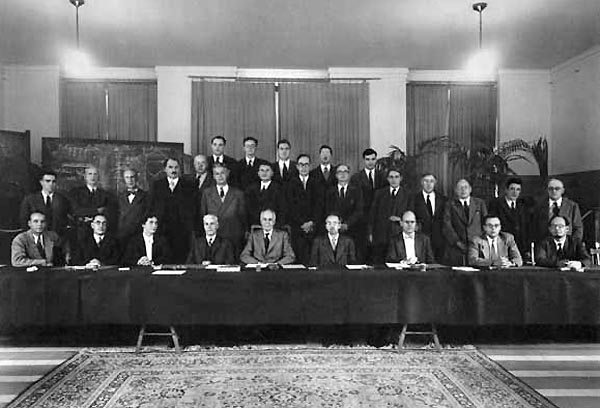
Солвеївська конференція з фізики в Брюселі, 1951. Зліва направо, сидять: Крусарро, Норман Персі Аллен, Іветт Кошва, Борілієс, Вільям Лоренс Брегг, Кристіан Мюлер, Фредерік Сайтц, Джон Герберт Голломон, Франк; середній ряд: Ґерхард Ратенау, Костер, Ерік Рудберґ, Фламаш, Ґош, Ґровен, Еґон Орован, Ян Бюрґерс, Вільям Бредфорд Шоклі, Андре Ґіньє, Ч. С. Сміт, Ульріх Делінґер, Лаваль, Еміль Генріот; верхній ряд: Ґаспар, Ломер, Алан Коттрелл, Джордж Хомс, Губерт Кур'єн

Період наукової роботи в Кембріджі був успішним для Орована. З багатьох пропозицій, які він отримав до 1950 року, Орован прийняв запрошення професора К. Річарда Содерберга з департаменту машинобудування MTI. Там після тримісячного випробувального терміну на посаді візит-професора він обійняв посаду керівника відділу матеріалів. Увесь період роботи в МІТ аж до офіційної відставки в 1968 році Орован продовжував займатися тими ж проблемами, які він успішно досліджував у Англії, а саме: механізми пластичності кристалів, крихкого та пластичного руйнування, втома, повзучість тощо. Ще в Кембріджі в Орована виник глибокий інтерес до проблеми пластичності та руйнування, пов'язаної з гляціологією, яка
тут в США поширилася на проблеми сейсмології, тектоніки, континентального дрейфу тощо. Тут він знайшов поле діяльності, на якому зміг проявити свою винахідливість і застосувати знання про механізми непружної деформації та руйнування.
1962 рік Орован провів на посаді візит-професора в Технологічному інституті Карнегі, восени 1972 року — в Пітсбурзькому університеті. В 1965—1966 рр. працював у Науково-дослідній лабораторії фірми Боїнг.
У цей період і аж до смерті в 1989 році він цікавився і опрацьовував проблеми соціономії: так назвав він цю галузь науки, яка поєднувала соціологію й економіку.
Орован виявив неабиякий педагогічний талант, який проявлявся у вмінні цікаво й зрозуміло пояснити найскладніші наукові проблеми. Це зробило його лекції незабутніми для студентів та аспірантів, які прослухали їх.
1986 року померла його дружина, яка була за словами доньки Сьюзен, його найкращим другом і підтримкою протягом життя.
Еґон Орован помер 3 серпня 1989 року у лікарні Маунт Оуберн Госпіталі у Кембриджі, штат Массачусетс, через день після 87-річчя. Похований на цвинтарі Маунт Оуберн.